# Mercado de capitais

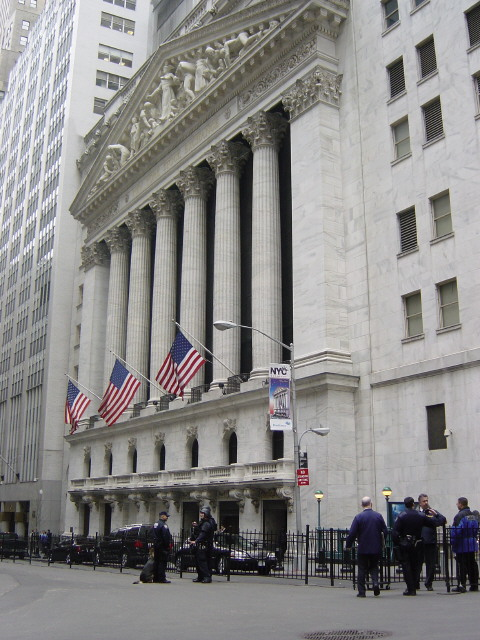
Fachada da Bolsa de Valores de Nova Iorque

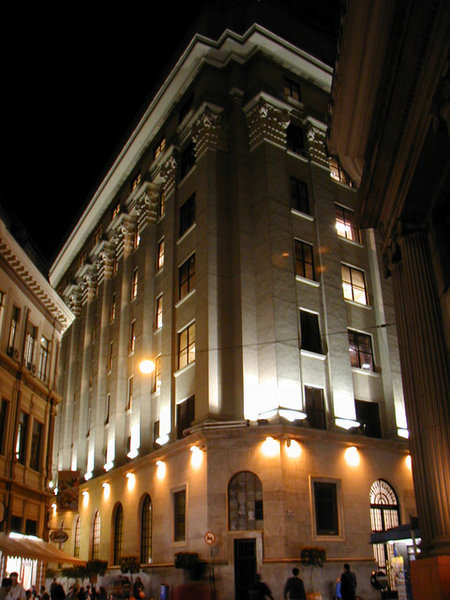
Fachada da Bolsa de Valores de São Paulo

Mercado de capitais é um sistema de distribuição de valores mobiliários que proporciona liquidez aos títulos de emissão de empresas e viabiliza o processo de capitalização.
É constituído pelas bolsas de valores, sociedades corretoras e outras instituições financeiras autorizadas.
Os principais títulos negociados (título mobiliário) representam o capital social das empresas, tangibilizado em suas ações ou ainda empréstimos tomados pelas empresas, no mercado, representado por debêntures que são conversíveis em ações, bônus de subscrição e outros papéis comerciais. Esta constituição permite a circulação de capital e custeia o desenvolvimento econômico. No mercado de capitais ainda podem ser negociados os direitos e recibos de subscrição de valores mobiliários, certificados de depósitos de ações e outros derivativos autorizados à negociação.
Seu objetivo é canalizar as poupanças (recursos financeiros) da sociedade para o comércio, a indústria e outras atividades econômicas. Distingue-se do mercado monetário que movimenta recursos a curto prazo, embora tenham muitas instituições em comum.
Nos países capitalistas mais desenvolvidos os mercados de capitais são mais fortes e dinâmicos. A fraqueza desse mercado nos países em desenvolvimento dificulta a formação de poupança, sendo um sério obstáculo ao desenvolvimento, obrigando esses países a recorrerem ao mercado de capitais internacionais.
O mercado de capitais faz parte do mercado financeiro, que também compreende, segundo uma classificação da CVM (Comissão de Valores Mobiliários), o mercado de crédito, o mercado de câmbio e o mercado monetário.

## Tipos de mercados

### Mercado de crédito e Mercado Monetário
Os contratos são feitos de forma individualizada entre as duas partes e as obrigações resultantes em geral não são transferíveis. Há intermediação financeira, no caso o banco comercial é o intermediador entre o tomador do empréstimo e o proprietário do recurso.
Podem ser divididos em:
- curto prazo e
- médio e longo prazo

O mercado de curto prazo pode ser dividido em três segmentos principais:
- mercado monetário interbancário
- mercado de dívida pública e
- mercado de dívida das empresas.

O mercado monetário interbancário (que abrange também o mercado interbancário de títulos), é um importante segmento do mercado monetário, integrado exclusivamente por bancos, incluindo o banco emissor. É um mercado de grande volume de transacções diárias e de elevada liquidez, que abrange os 12 países da União Monetária Europeia, os da Zona Euro. Das transacções diárias deste mercado retira-se um importante indicador do custo do dinheiro no tempo, para prazos curtos (até um ano): a euribor (european interbank offer rate).
O mercado de dívida pública é o espaço de emissão e transacção de títulos de dívida pública a curto prazo, nomeadamente bilhetes do tesouro. Deste mercado retira-se igualmente um importante indicador do custo do dinheiro no tempo, sem risco, a chamada yield dos BT's.
O mercado de dívida das empresas é constituído pelas operações de crédito bancário a curto prazo e pelo mercado de títulos de dívida de empresas a curto prazo, o papel comercial.
O mercado de médio e longo prazo ou mercado de capitais divide-se em:
- mercado de capitais próprios (equity) e
- mercado de dívida.

Esta distinção não se aplica ao mercado monetário porque os capitais próprios são fundos a longo prazo (na realidade, o capital próprio não tem prazo). Assume especial interesse o mercado titulado de capitais próprios e especialmente o constituído pelas acções cotadas em bolsa.
No mercado da dívida voltamos a encontrar os segmentos de dívida pública e de dívida de empresas (dívida bancária e mercado de obrigações).
O mercado de obrigações é particularmente importante, tanto como o mercado de acções. porque oferece liquidez e uma base objectiva de avaliação a estes títulos.
O mercado de obrigações de dívida pública (obrigações do tesouro) é muito significativo, em volume de transações e, portanto, em liquidez. Dele se extrai um terceiro indicador importante do preço do dinheiro no tempo (a longo prazo e sem risco), a yield das OT's.
O mercado de obrigações abrange uma variedade de títulos, desde obrigações comuns (com juros, a taxa fixa ou variável, prazo determinado e reembolso), passando pelas obrigações perpétuas (sem prazo), de cupão zero (sem juros periódicos), convertíveis em ações, com warrants (direitos de compra de ações), participantes, etc. Estas últimas são geralmente incluídas num segmento classificado como híbrido, porque se trata de títulos com características de títulos de capital próprios e características de títulos de capital alheio.

### Mercado de títulos
Os contratos são mais genéricos e padronizados de forma que podem ser transferíveis a terceiros, ou seja, tais contratos podem ser negociáveis em mercados secundários, ganhando liquidez. Não há intermediação financeira, o banco apenas promove o encontro entre investidores e tomadores com a cobrança de uma taxa de corretagem.
Divide-se em:
- Títulos de Propriedade (Ações);
- Títulos de Dívidas (Debentures, Commercial Papers, bônus-bonds).

### Diferença entre Mercado de Capitais e Mercado de Créditos
No mercado de crédito, as instituições financeiras fazem transações com os poupadores e com os tomadores independentemente. Utilizam uma taxa de juros maior na transação com os tomadores do que a taxa de juros com os poupadores. Essa diferença entre taxas dá lucro à instituição.
No mercado de capitais, as instituições financeiras participam como prestadoras de serviço entre o poupador e o tomador. O tomador fornece um rendimento diretamente ao poupador, a instituição financeira organiza o contado e cobra, de ambos ou de apenas um, uma parcela relativa ao serviço prestado.

## Mercado primário e secundário

### Mercado primário
Refere-se à emissão inicial de um título, é aqui que o emissor toma e obtém os recursos.
Os lançamentos de ações novas no mercado, de forma ampla e não restrita à subscrição pelos atuais acionistas, chamam-se lançamentos públicos de ações. É um esquema de lançamento de uma  emissão de ações para subscrição pública, no qual a empresa encarrega a um intermediário financeiro a colocação desses títulos no mercado.
Para colocação de ações no mercado primário, a empresa contrata os serviços de instituições especializadas, tais como: bancos de investimento, sociedades corretoras e sociedades distribuidoras, que formarão um pool de instituições financeiras para a realização de uma operação, que pode ser conceituada como sendo um contrato firmado entre a instituição financeira líder do lançamento de ações e a sociedade anônima, que deseja abrir o capital social.

### Mercado secundário
Onde ocorre a negociação contínua dos papéis emitidos no passado EX: Bolsa de valores e BM&F.
Para operar no mercado secundário, é necessário que o investidor se dirija a uma sociedade corretora membro de uma bolsa de valores, na qual funcionários especializados poderão fornecer os mais diversos esclarecimentos e orientação na seleção do investimento, de acordo com os objetivos definidos pelo aplicador. Se pretender adquirir ações de emissão nova, ou seja, no mercado primário, o investidor deverá procurar um banco, uma corretora ou uma distribuidora de valores mobiliários, que participem do lançamento das ações pretendidas.
Mais recentemente, tem se popularizado no Brasil o uso do home-broker, ferramenta de uso da internet para a operação de compra e venda de ativos financeiros junto às corretoras que oferecem o serviço.

#### Funções
- a) Proporcionar liquidez;
- b) Estabelecer preço para o mercado primário.

## Classificação do sistema financeiro
a) - Tipos de Contratos:
- baseado em Crédito. EX. Japão, Alemanha, todos os mercados emergentes;

- baseado em Mercado. EX. E.U.A.

b) - Funções:
- Se Segmento: Cada segmento de mercado é operado por uma instituição específica.

Cada segmento de mercado, corresponde a instituições financeiras com responsabilidade jurídica diferente EX. E.U.A, Japão, etc.
- Se de Banco Universal: O banco universal opera em todo o segmento de mercado. EX. Alemanha e Suíça

## Principais papéis negociados no sistema financeiro

### Títulos Públicos
Emitidos pelo governo Federal.
O objetivo desses papéis reside em:
- Consecução de política monetária;
- Financiar o déficit público.

### Ações
Títulos de renda variável, emitidos por sociedades anônimas, que representam a menor fração do capital da empresa emitente. Podem ser escriturais ou representadas por cautelas ou certificados. O investidor em ações é um co-proprietário da sociedade anônima da qual é acionista, participando dos seus resultados. As ações são conversíveis em dinheiro, a qualquer tempo, pela negociação em bolsas de valores ou no mercado de balcão.
Podem ser:
- - Ordinárias: São as que conferem direito comuns aos sócios (incluindo o direito de voto), sem restrições ou privilégios. Nas companhias fechadas as ações poderão ser dividias em classes diferentes, já nas abertas serão todas iguais
- - Preferenciais: São aquelas que dão as seus titulares alguns privilégio ou preferência, como a prioridade da distribuição dos dividendos no mínimo superior a 10% do que foi atribuído às ordinárias.
- - Fruição: Ao invés de distribuir dividendos, resolve amortizar um lote de ações, geralmente por sorteio, pagando o valor nominal para seus titulares. Em seguida, permite-se que aqueles antigos titulares adquiram outras ações em substituição.

### Commercial papers
É como uma nota promissória de curto prazo para financiar seu capital de giro.

### Debêntures
Títulos emitidos por empresas do tipo S/A (Sociedades Anônimas), seus recursos são destinados principalmente para capital fixo das empresas, paga juros, participações nos lucros, etc. As debêntures são títulos de médio prazo. Em Portugal usa-se o termo "obrigações".

### Letras de câmbio
Forma de captação de financeiras. São a base de captação de recursos das Sociedades de Crédito e Financiamento, as conhecidas financeiras.

### CDBs - Certificados de Depósitos Bancários
Forma de captação dos bancos comerciais e de investimentos.

### CDIs - Certificados de Depósitos Interfinanceiros ou Interbancários
Certificados de depósitos que ocorrem entre instituições financeiras deficitárias com as superavitárias para equilibrar o caixa do dia.

## Principais intervenientes no mercado financeiro

### Reguladores
Regulam e vigiam o funcionamento do mercado
- Portugal:

- Comissäo de Mercado de Valores Mobiliarios (CMVM);
- Banco Central (ex: Banco de Portugal - BdP).
- Brasil:

- CVM - (Comissão de Valores Mobiliários);
- Banco Central do Brasil.

### Traders, investidores e instrumentos de investimento
Asseguram a liquidez no mercado:
- Daytraders;
- Positiontraders;
- Swingtraders;
- Especuladores;
- Investidores;
- Clubes de investidores;
- Fundos de investimento;
- Market rom;
- Relações com Investidores;
- Arbitradores.